# Antenă (radio)

Dipole receiving antenna animation 6 800x394x150ms

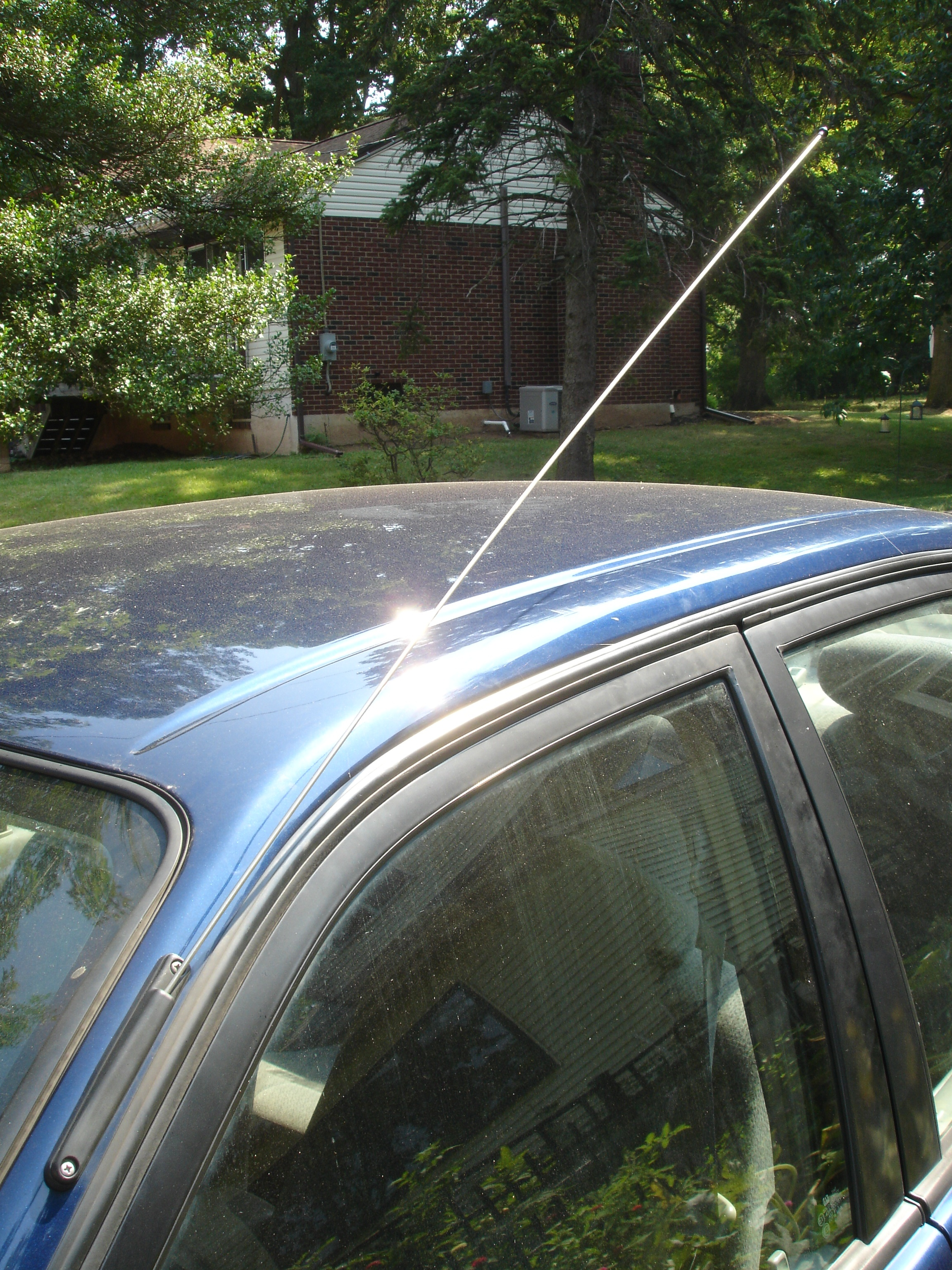
Antenă radio montată pe un automobil

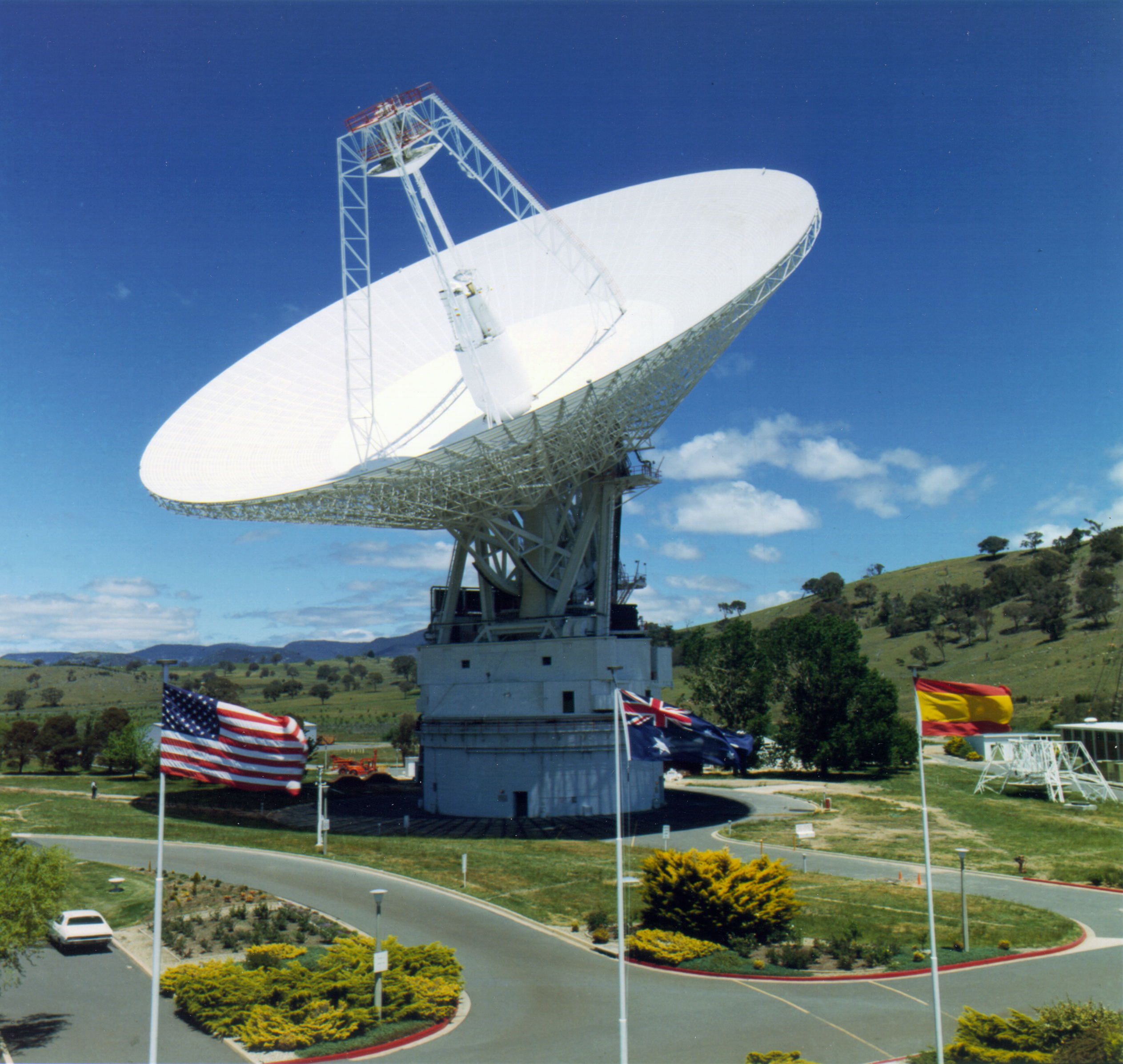
Antenă parabolică de dimensiuni mari pentru comunicații cu navele cosmice

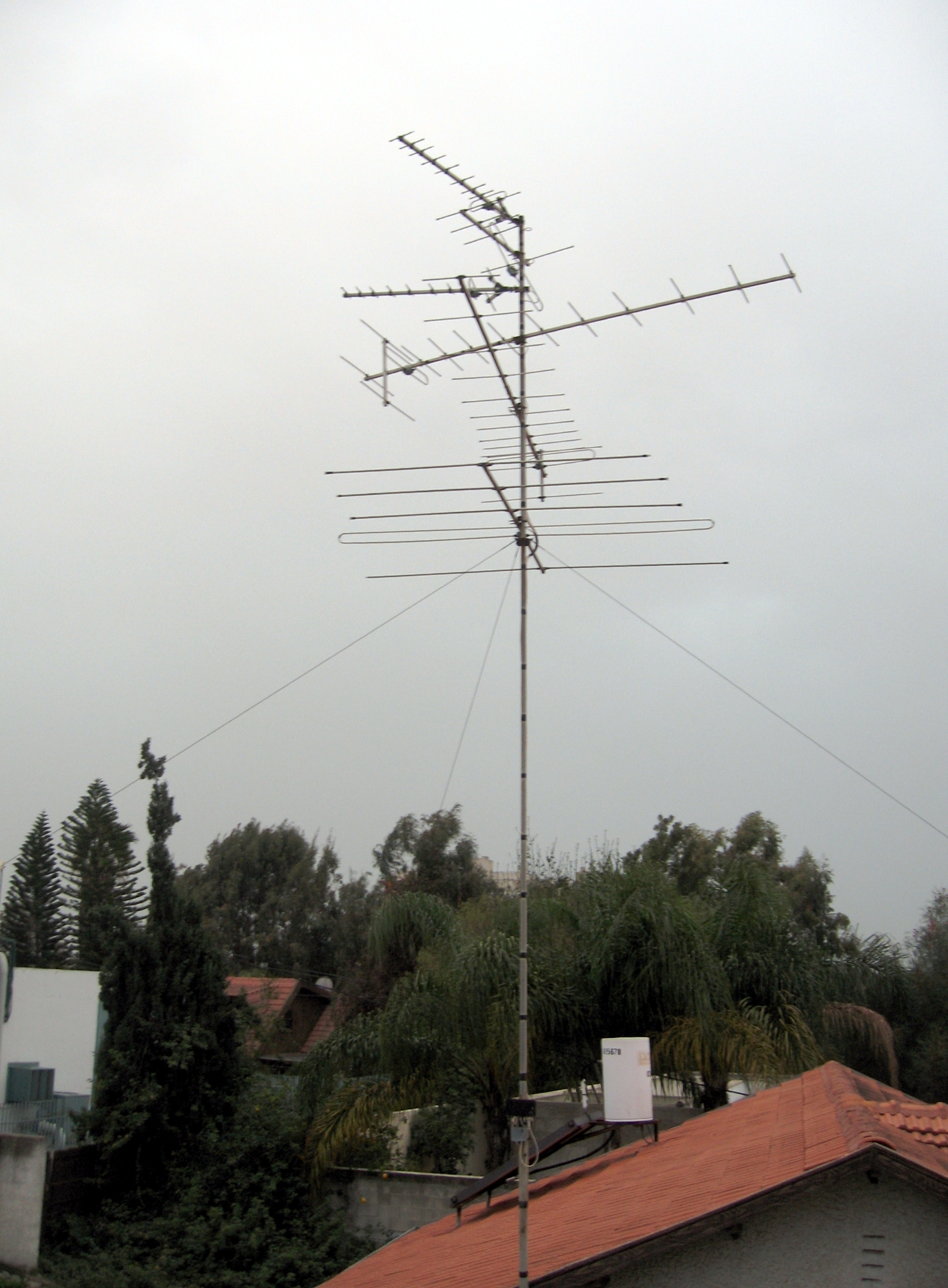
Antene de televiziune montate pe acoperiș în in Israel. Antene Yagi-Uda precum acestea sunt utilizate foarte mult la frecvențe foarte înalte (Very High Frequency - VHF) și frecvențe ultraînalte (Ultrahigh frequency - UHF).

O antenă este un dispozitiv electric ce transformă curenții electrici variabili în unde radio și invers. Aceasta este utilizată de obicei ca emițător, sau receptor  radio. În transmisie, un emițător radio furnizează un curent electric variabil cu o frecvență din domeniul radio la bornele antenei, iar antena radiază energia curentului electric sub formă de unde electromagnetice (unde radio). La recepție, antena captează o parte din energia unei unde electromagnetice, pentru a produce o mică tensiune la terminalele sale. Aceasta se aplică unui receptor, pentru a fi amplificată.
Antenele sunt utilizate la emisia și recepția undelor electromagnetice sau a direcției undelor recepționate, fiind componente esențiale ale tuturor echipamentelor care utilizează unde radio.
Ele sunt folosite în sisteme cum ar fi radiodifuziune, televiziune, comunicații radio bi- și multidirecționale, radar, telefonie mobilă, comunicații prin satelit, telecomanda radio, microfon fără fir, dispozitive Bluetooth, rețele wireless pentru calculatoare etc.
De obicei, o antenă constă într-un aranjament de conductori metalici, conectați electric (de multe ori printr-o linie de transmisie) la receptor sau emițător. Un curent variabil prin antenă va crea un câmp magnetic variabil în jurul elementelor  antenei, în timp ce sarcina electrică din aceasta, de asemenea variabilă, creează un câmp electric variabil de-a lungul elementelor. Aceste câmpuri variabile în timp radiază departe de antena, în spațiu sub forma unei unde electromagnetice formate dintr-un ansamblu de câmpuri electrice și magnetice variabile, transversale. În schimb, în timpul recepției, câmpurile electrice și magnetice ale unei unde radio exercită forțe asupra electronilor din elementele antenei, făcându-i sa se miște într-un sens și invers, creând curenți oscilanți în antenă.
Antenele pot conține, de asemenea, elemente, sau suprafețe reflectoare, sau directoare, care nu sunt conectate la emițător sau receptor, cum ar fi elementele pasive, reflectoarele parabolice sau horn, care se utilizează pentru direcționarea undelor radio, într-un fascicul sau orice alt model de radiație. Antenele pot fi proiectate pentru a transmite sau a recepționa undele radio în toate direcțiile în mod egal (antene omnidirecționale), sau pentru a le emite într-un fascicul pe o anumită direcție, și a le recepționa doar pe o anumită direcție(antene direcționale).
Primele antene au fost construite în 1888 de către fizicianul german Heinrich Hertz în experimentele sale de pionierat pentru a dovedi existența undelor electromagnetice prezise de teoria lui James Clerk Maxwell. Hertz a plasat antene dipol  în punctul focal al unui reflector parabolic, atât pentru emisia cât și pentru recepția undelor radio. Rezultatele cercetărilor lui au fost publicate în Annalen der Physik und Chemie (vol. 36, 1889).
Aceeași antenă poate fi folosită fie ca antenă de emisie, fie ca antenă de recepție, însă, în general, antenele se deosebesc din punct de vedere constructiv.
Astfel, tipurile existente de antene de radio și televiziune lucrează pe lungimi de undă între câțiva milimetri și câteva zeci de mii de metri.

## Terminologie
Originea cuvântului antenă, relativ la aparatura de transmisie fără fir este atribuită pionierului italian în domeniul radio, Guglielmo Marconi. În 1895, în timp ce testa aparatura radio în Alpii Elvețieni, la Salvan (Elveția), în regiunea Mont Blanc, Marconi a făcut experimente cu antene sub forma unor fire conductoare lungi. El a folosit un stâlp vertical, de 2,5 metri, cu un fir ce lega capătul de sus de emițător, ca un element aerian de recepție și radiație. În limba italiană un stâlp de cort este numit l'antenna centrale, de unde, stâlpul cu sârmă a fost numit, pur și simplu antenă. Până atunci, elementele de transmisie fără fir erau cunoscute sub denumirea de element aerian de emisie, sau recepție. Datorită recunoașterii internaționale a lui  Marconi, utilizarea cuvântului antenă (termenul italian pentru stâlp, par) s-a împrăștiat în rândul celor care aveau preocupări în domeniul transmisiilor fără fir, iar mai târziu la publicul larg.
În limbajul de zi cu zi,cuvântul antenă se poate referi în general la un întreg ansamblu, incluzând structura suportului, anexele (atunci când există), alături de elementele funcționate. Mai ales la frecvențe de microunde, o antenă de recepție poate include nu numai antena electrică propriu-zisă, ci și un preamplificator, sau un mixer integrat.

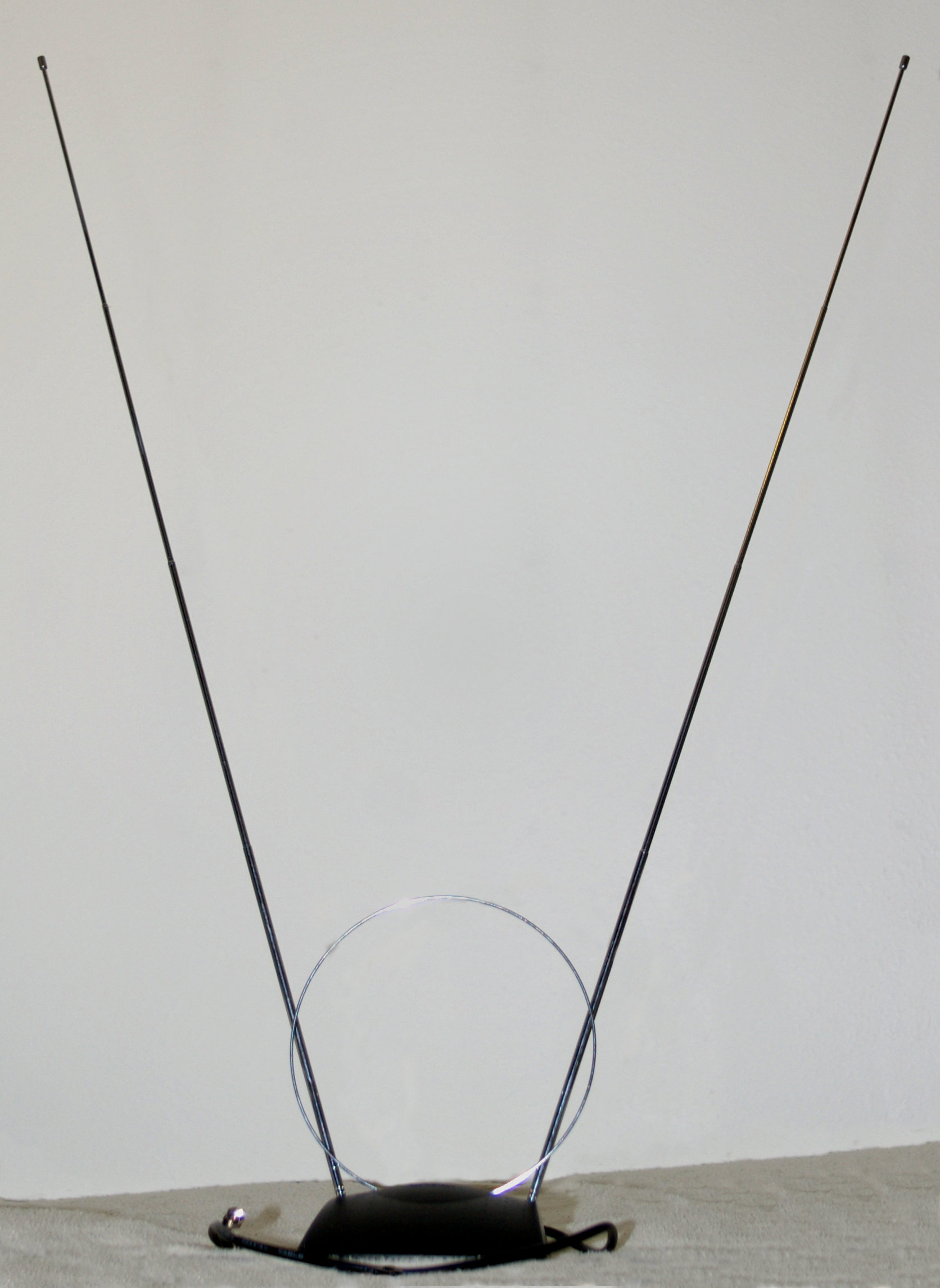
Antenă dipol "urechi de iepure" pentru recepţia de televiziune
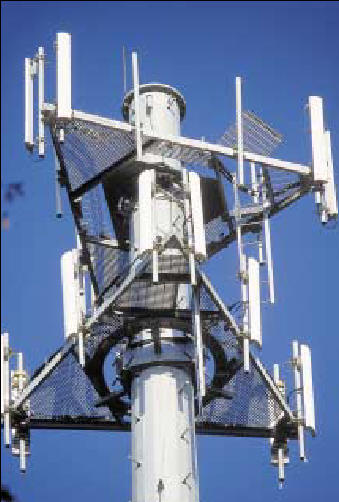
Antene pentru staţii de bază celulare în telefonia mobilă
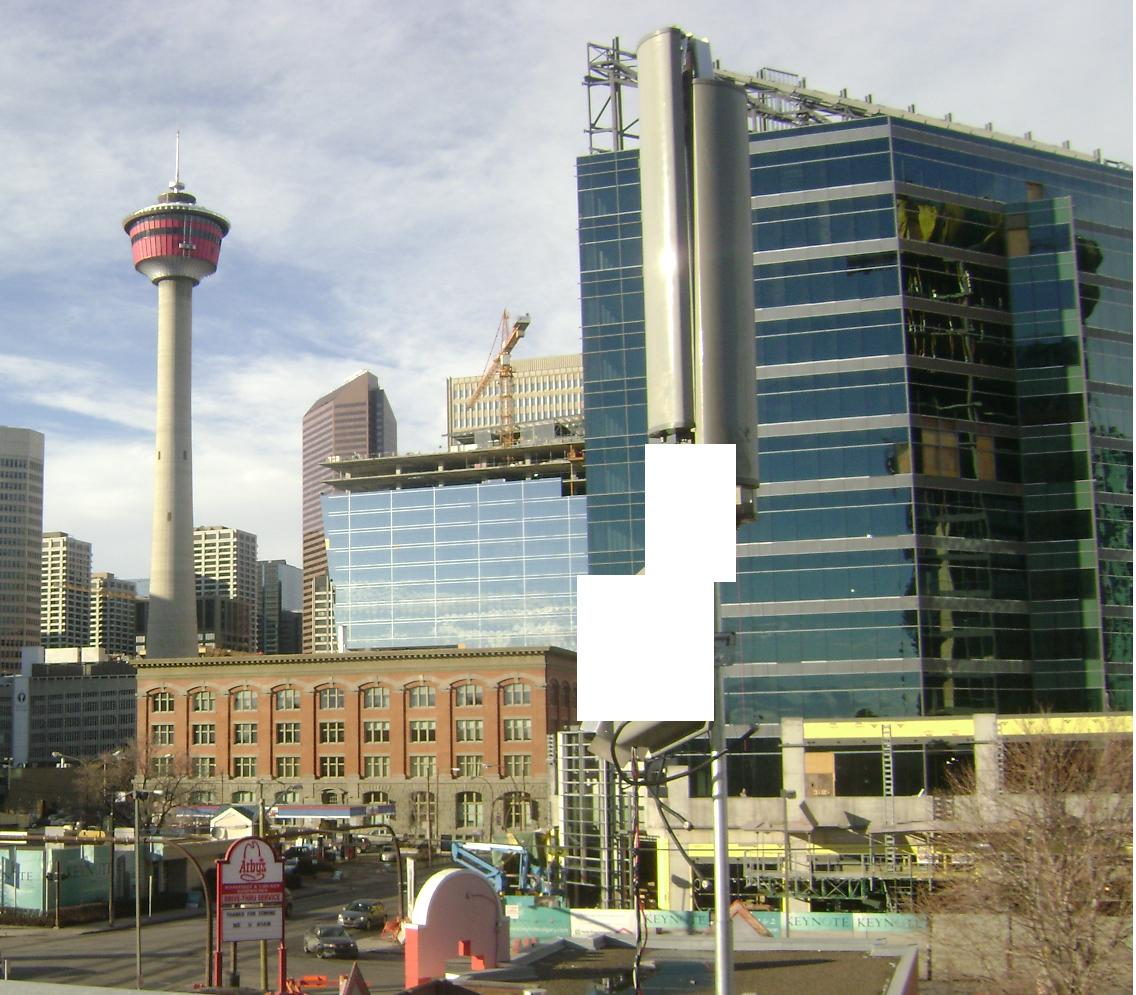
Wi-Fi Antene pentru staţii de bază ale reţelei Wi-Fi WestNet, în Calgary, Alberta
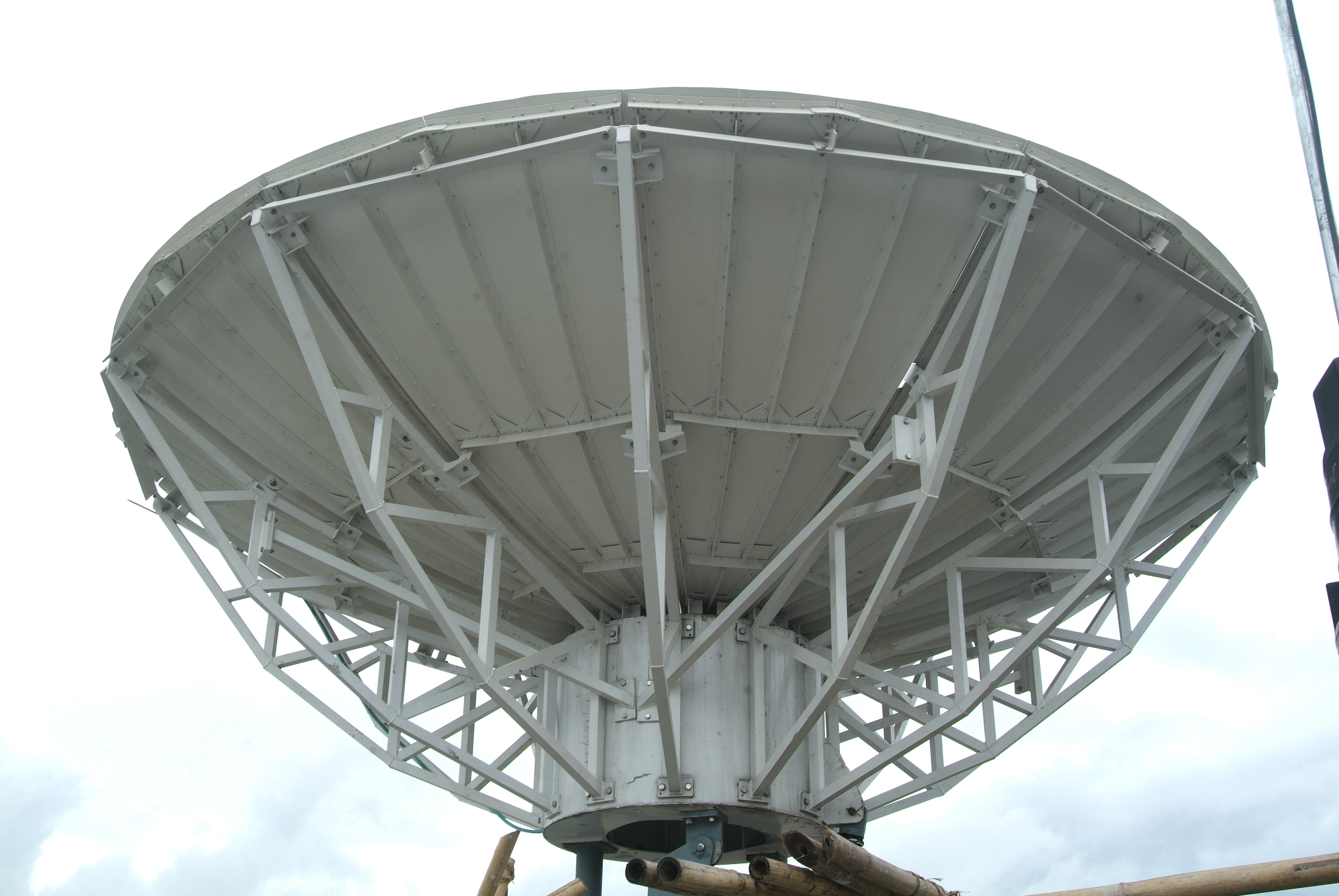
Antenă parabolică a televiziunii Himalaya Nepal
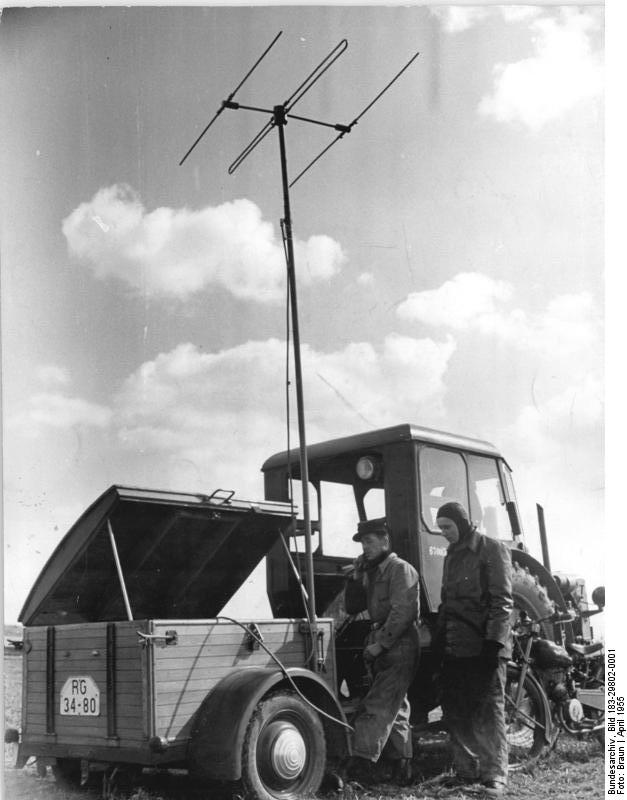
Antenă Yagi utilizată pentru staţii militare de telecomunicaţii mobile, Dresden, Germany, 1955
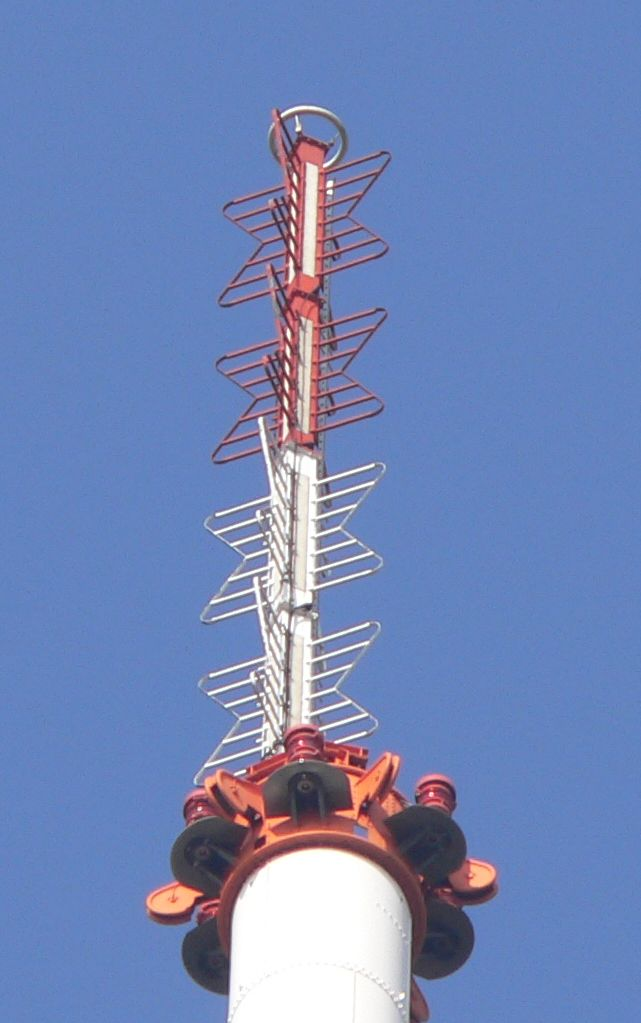
Antenă turnichet de emisie, pentru staţii de emisie de televiziune în banda inferioară VHF, Germany.
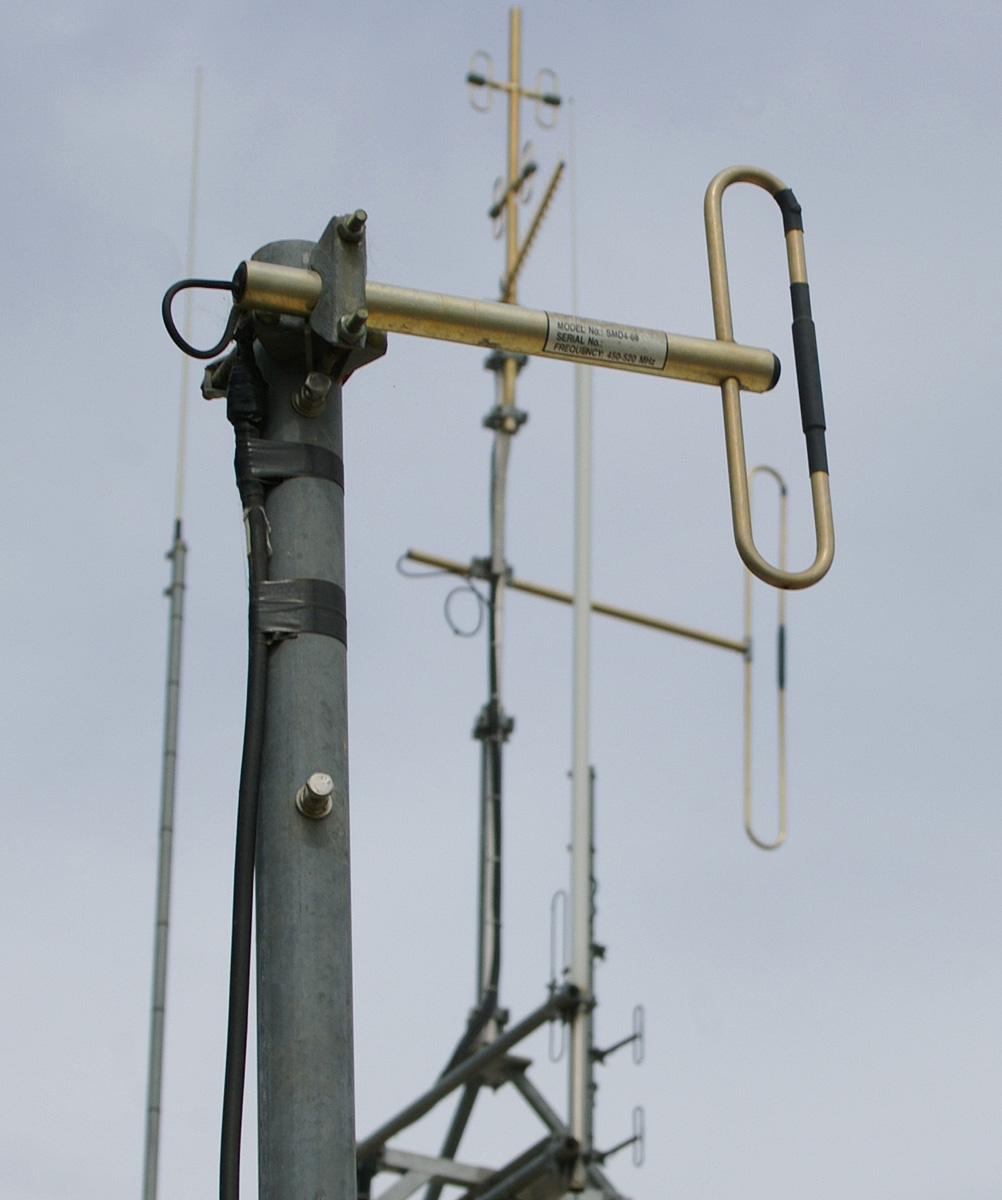
Antenă cu dipol pliat
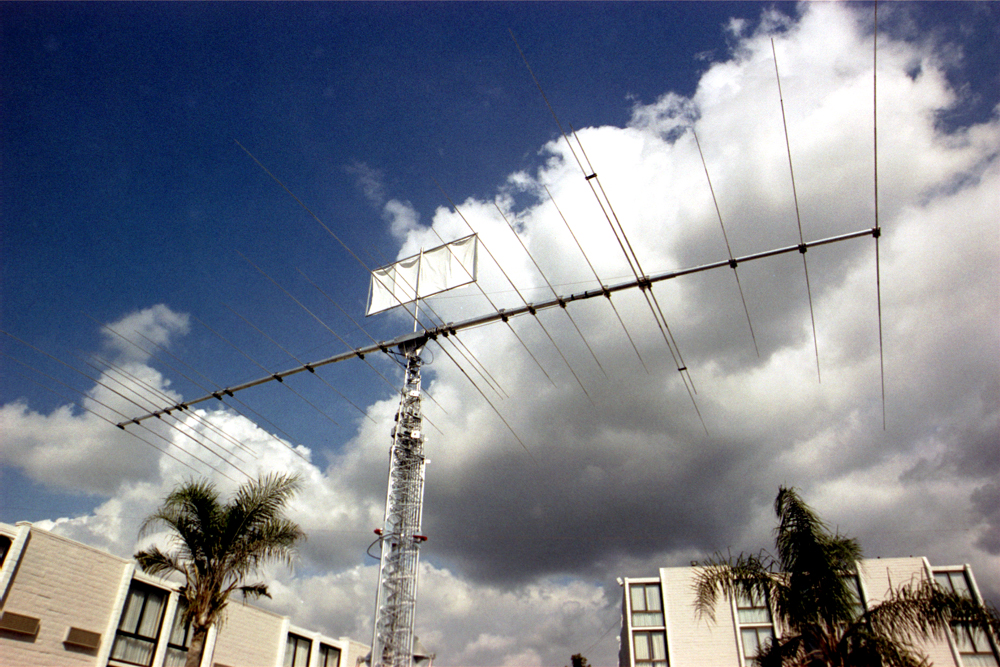
Antenă Yagi de dimensiuni mari utilizată de radioamatori
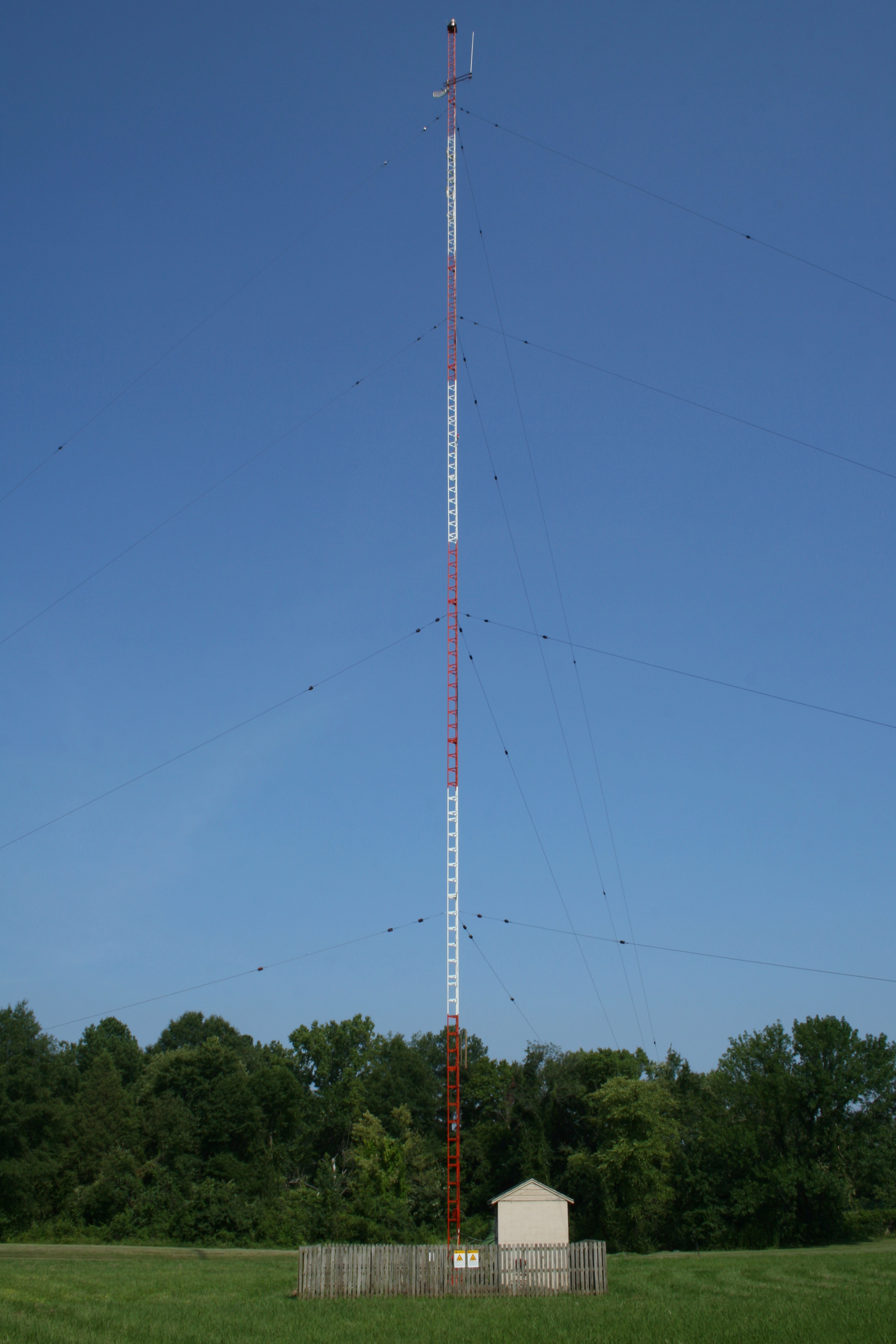
O antenă catarg radiator, pentru o staţie radio cu modulaţie de amplitudine (AM), în Chapel Hill, North Carolina

## Prezentare generală
Antenele sunt necesare oricărui receptor, sau emițător radio, pentru a cupla conexiunea sa electrică la câmpul electromagnetic. Undele radio sunt unde electromagnetice, care transportă semnale prin aer (sau alte medii), cu viteza luminii. Emițătoarele și receptoarele radio sunt folosite pentru a transmite semnale (informații), inclusiv în sistemele de radiodifuziune, televiziune, telefonie mobilă, Wi-Fi (WLAN), rețele de date, comunicații punct-la-punct (telefon, rețele de date), legături prin satelit, dispozitive controlate de la distanță și multe altele. Undele radio sunt, de asemenea, utilizate direct pentru măsurători în tehnologii, inclusiv radar, GPS, și radioastronomie. În fiecare caz, emițătoarele și receptoarele sunt uneori ascunse (cum ar fi antena interioară a unui receptor radio, sau dispozitivul interior al unui laptop dotat cu Wi-Fi).
În funcție de aplicațiile lor și de tehnologia disponibilă, antenele se încadrează, în general, într-una din cele două categorii:
1. Antene omnidirecționale, sau doar slab direcționale, care recepționează, sau radiază unde electromagnetice (mai mult sau mai puțin) uniform din/în toate direcțiile. Acestea sunt utilizate în cazul în care poziția relativă a celeilalte stații este necunoscută, sau arbitrară. Ele sunt folosite, de asemenea, la frecvențe joase, unde o antenă direcțională ar fi prea mare, sau costurile ar fi prea mari, sau pentru reducerea costurilor în cazul în care nu este necesară o antenă direcțională.
2. Antene direcționale, sau antene cu fascicul, care sunt destinate să emită, sau să recepționeze unde electromagnetice preferențial, într-o anumită direcție, ori configurație direcțională.

În utilizarea comună, "omnidirecțional" se referă de obicei la toate direcțiile orizontale, tipic cu performanțe reduse pe direcția spre cer, sau cea spre pământ (un radiator izotrop real nu este posibil). O antenă direcțională este destinată, de obicei, pentru maximizarea cuplajului său la câmpul electromagnetic în direcția celeilalte stații, sau uneori să acopere un anumit sector, cum ar fi o configurație orizontală cu deschiderea de 120°, în cazul unei antene panel, de la stația unei celule de telefonie mobilă.
Un exemplu de antenă omnidirecțională este cel foarte comun, de antenă verticală, sau antenă vergea (whip antenna), constând dintr-o bară metalică (adesea, dar nu întotdeauna, cu lungimea egală cu un sfert de lungime de undă). O antenă dipol este similară, dar constă din doi astfel de conductori orientați pe aceeași direcție, în sensuri contrare, cu o lungime totală care este adesea, dar nu întotdeauna, egală cu o jumătate de lungime de undă. Dipolii sunt de obicei orientați orizontal, caz în care sunt slab direcționali: semnalele sunt destul de bine radiate sau recepționate din toate direcțiile, cu excepția direcției de-a lungul conductorului însuși; această regiune este numită conul orb al antenei, sau nul.

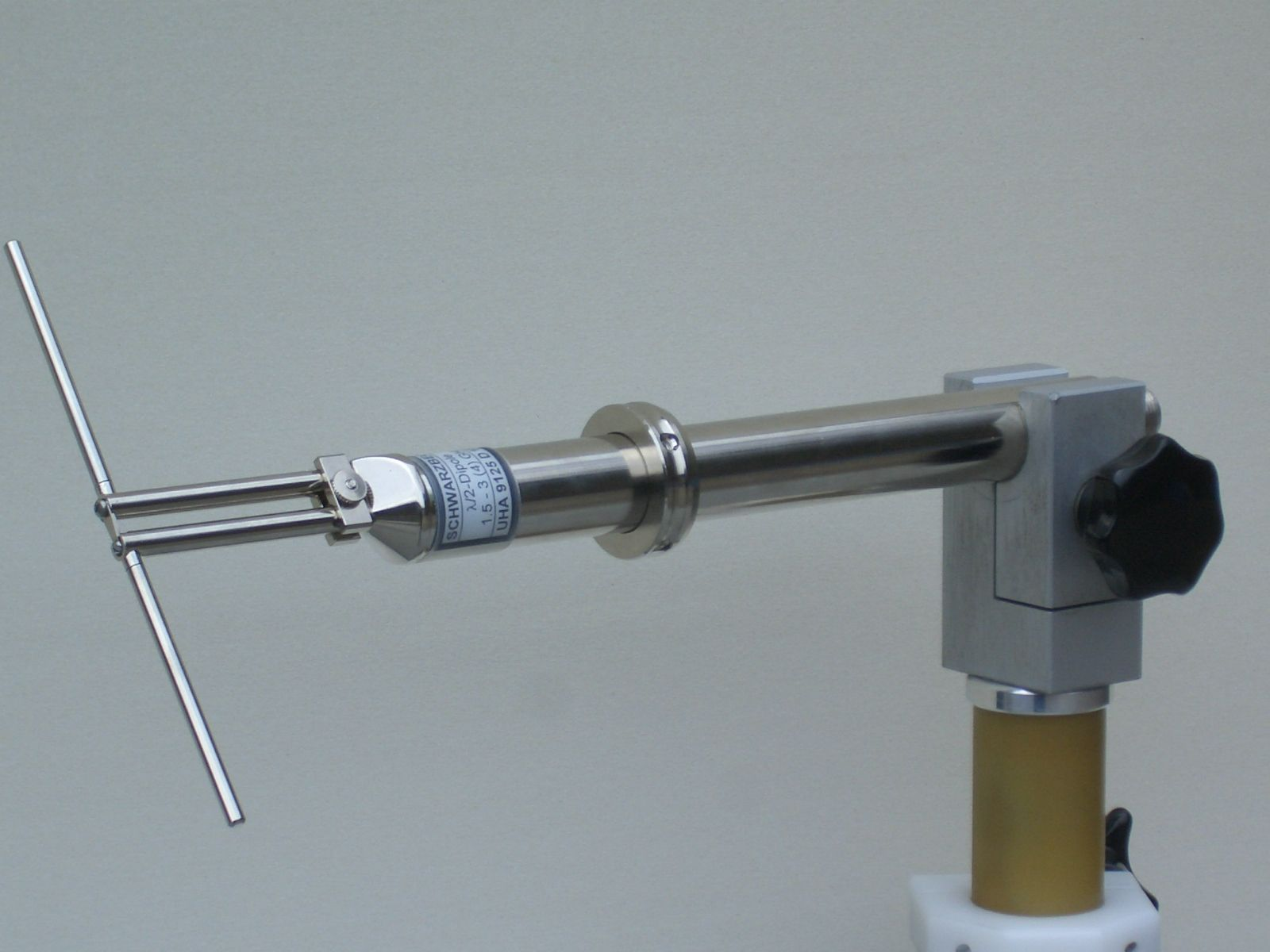
Antenă dipol semiundă

Atât antenele verticale, cât și antenele dipol sunt constructiv simple și relativ ieftine. Antena dipol, care este baza de proiectare pentru majoritatea antenelor, este un dispozitiv echilibrat (simetric), cu tensiuni și curenți egali dar opuși în fază, aplicați la terminalele sale printr-o linie de transmisie echilibrată (simetrică), sau o linie de transmisie coaxială, prin intermediul unei așa-numite "bucle de adaptare a impedanței". Antena verticală, pe de alt parte, este o antenă monopol. Este de obicei conectată la conductorul interior al unei linii coaxiale de transmisie (sau la o rețea de adaptare); ecranul (conductorul exterior) al liniei de transmisie este connctat la pământ. În acest fel, pământul, sau orice suprafață conductoare de mari dimensiuni, joacă rolul celui de-al doilea conductor al dipolului, formând astfel un circuit închis. Deoarece antenele monopol se bazează pe o masă conductoare, poate fi utilizată o așa-numită structură de împământare, pentru a oferi un mai bun contact cu pământul, sau care să se comporte ca o legătură la pământ, pentru a îndeplini această funcție, indiferent de (sau în absența) unui contact real cu pământul.
Antene mai sofisticate decât antenele dipol, sau verticale sunt proiectate cu scopul de a crește directivitatea și, în consecință, câștigul antenei. Acest lucru se poate obține în mai multe moduri, ce duc la o multitudine de tipuri de antene. Marea majoritate a acestora sunt alimentate cu linii echilibrate (simetrice) și se bazează pe structura antenei dipol cu elemente componente adiționale, care le cresc directivitatea.
De exemplu, o rețea fazată constă din două sau mai multe antene simple, care sunt conectate împreună printr-o rețea electrică. Acest lucru implică de multe ori o serie de antene dipol paralele cu o anumită spațiere între ele. Rețelele de antene pot folosi orice tip de antenă de bază (omnidirecționale sau slab direcționale), cum ar fi buclă, dipol etc. Aceste elemente sunt adesea identice.
Totuși, o antenă log-periodică constă într-o serie de elemente dipol de lungimi diferite, în scopul de a obține o antenă întrucâtva direcțională, având o lărgime de bandă extrem de largă. Astfel de antene sunt utilizate frecvent pentru recepția de televiziune în zonele marginale. Antenele dipol care o compun sunt toate considerate "elemente active", deoarece toate sunt conectate electric împreună (și la linia de transmisie). Pe de altă parte, o rețea de dipoli similară, antenă Yagi-Uda (sau pur și simplu "Yagi"), are un singur element dipol cu o conexiune electrică; celelalte, așa-numitele elemente parazite interacționează cu câmpul electromagnetic, în scopul de a realiza o antenă relativ direcțională, dar una care este limitată la o lărgime de bandă destul de îngustă. Antena Yagi are elemente parazite dipol asemănătoare, dar care acționează în mod diferit, datorită lungimii lor oarecum diferite. Pot exista un număr de așa-numite "elemente directoare" în fața elementului activ pe direcția de propagare și, de obicei, un singur (dar posibil mai multe) "reflector" pe partea opusă a elementului activ.

## Reciprocitate
Aceasta este o proprietate fundamentală a antenelor, prin care caracteristicile electrice ale acestora, descrise în secțiunea următoare, cum ar fi câștigul, diagrama de directivitate (diagrama de radiație), impedanța, lărgimea de bandă, frecvența de rezonanță și polarizarea sunt același, indiferent dacă antena transmite sau primește semnale. De exemplu, "diagrama de recepție" (sensibilitatea în funcție de direcție) a unei antene atunci când ea este utilizată pentru recepție este identică cu diagrama de radiație a antenei, atunci când ea este funcționează ca un emițător. Aceasta este o consecință a teoremei reciprocității, din electromagnetism. Prin urmare, în discuțiile despre proprietățile antenei nu se face de obicei distincție între terminologia de recepție, sau emisie, iar antena poate fi privită fie ca emițător, fie ca receptor, după cum una, sau ala dintre situații este mai convenabilă.
O condiție necesară pentru proprietatea de reciprocitate menționată mai sus este faptul că materialele din antenă și mediul de propagare sunt liniare și reciproce. Reciproc (sau bilateral), înseamnă că materialul are același răspuns la un curent electric, sau câmp magnetic într-un sens, va și în sensul opus. Majoritatea materialelor folosite în antene îndeplinesc aceste condiții, dar unele antene de microunde utilează componente de înaltă tehnologie, cum ar fi izolatori și circulatoare, realizate din materiale non-reciproce, cum ar fi ferita sau granatul. Acestea pot fi folosite pentru a conferi antenei un comportament diferit la recepție față de cel de la emisie, fapt ce poate fi util în aplicații cum ar fi radarul.

## Parametri
Antenele sunt caracterizate printr-o serie de măsurători de performanță, pe care un utilizator le-ar putea lua în calcul în selecția sau proiectarea unei antene pentru o anumită aplicație. Cel mai important dintre acestea se referă la caracteristicile direcționale (cum sunt ele descrise în diagrama de directivitate a antenei): câștigul.
Chiar și în antenele omnidirecționale (sau slab direcționale), câștigul poate fi adesea crescut prin concentrarea puterii acestora în direcții orizontale, sacrificând puterea radiată spre cer și pământ. Câștigul în putere al antenei (sau, simplu, "câștig") ia de asemenea în considerare eficiența antenei  și este de multe ori principala mărime caracteristică a acesteia.
Antenele rezonante sunt folosite în jurul unei frecvențe particulare de rezonanță; o antenă trebuie prin urmare sa fie construită corespunzător gamei de frecvență a aplicației destinate. Un design particular al antenei va prezenta o impedanță particulară în punctul de alimentare. În timp ce acest lucru poate afecta alegerea unei antene, impedanța antenei poate fi adaptată nivelului de impedanță dorit al unui sistem prin utilizarea unei rețele de adaptare, menținând în același timp celelalte caracteristici(exceptând o posibilă pierdere de eficiență).
Deși acești parametri pot fi măsurați în principiu, astfel de măsurători sunt dificile și necesită echipamente foarte specializate. Dincolo de acordul unei antene de transmisie cu ajutorul unui măsurător al raportului de unde staționare, utilizatorul tipic depinde de previziuni teoretice bazate pe proiectarea antenei, sau cu privire la cererile furnizorului.
O antenă transmite și recepționează unde radio, cu o anumită polarizare, care poate fi reorientată în multe (dar nu toate) cazuri prin înclinarea axei antenei. Dimensiunea fizică a unei antene este de multe ori o problemă practică, în special la frecvențe joase (lungimi de undă mai mari). Antenele foarte direcționale trebuie să fie semnificativ mai mari decât lungimea de undă. Antenele rezonante folosesc un conductor, sau o pereche de conductoare, fiecare dintre care fiind lung de aproximativ un sfert din lungimea de undă. La antenele care trebuie să fie foarte mici în comparație cu lungimea de undă, eficiența este sacrificată și ele nu pot fi foarte direcționale. Din fericire, la frecvențe mai mari (UHF, microunde) compromisurile privind performanța pentru a obține o dimensiune fizică mai mică nu sunt de obicei necesare.

### Antene rezonante
În timp ce există și modele de bandă largă pentru antene, marea majoritate a antenelor se bazează pe dipolul semiundă, care are o frecvență de rezonanță specifică. La frecvența de rezonanță, lungimea de undă (dată de raportul dintre viteza luminii și frecvența de rezonanță) este puțin peste dublul lungimii dipolului semiundă (de unde și numele). Antena verticală în sfert de undă constă dintr-un braț de dipol semiundă, celălalt braț fiind înlocuit de o conexiune la masă sau un plan echivalent de masă (sau contragreutate). O rețea Yagi-Uda constă dintr-un număr de elemente rezonante dipol, dintre care numai unul este conectat direct la linia de transmisie. Elementele sfert de undă ale unui dipol, sau antena verticală imită un element electric rezonator serie, deoarece, atunci când sunt excitate la frecvența de rezonanță, este creată o undă staționară cu un maxim de curent la punctul de alimentare și un maxim de tensiune la capăt.
O concepție greșită comună este că abilitatea unei antene rezonante de a emite (sau recepționa) dispare la frecvențe depărtate de frecvența de rezonanță. Motivul pentru care o antenă dipol trebuie să fie utilizată la frecvența de rezonanță este legat de adaptarea impedanței antenei cu cea a emițătorului sau receptorului (și linia de transmisie). De exemplu, un dipol utilizând un conductor suficient de subțire  are o impedanță pur rezistivă în punctul de alimentare de aproximativ 63 ohmi la frecvența la care este proiectată. Alimentând o astfel de antenă cu un curent de 1 amper necesită o tensiune de radiofrecvență (RF) de 63 de volți si antena vor radia cu o putere de 63 wați de RF (ignorând pierderile). Dacă antena este alimentată cu un curent de 1 amper la o frecvență cu 20% mai mare, aceasta va mai radia la fel de eficient, dar este necesară o tensiune de aproximativ 200 de volți, ca urmare a modificării impedanței antenei, care este acum în mare măsură reactivă (tensiune defazată față de curent). Un emițător tipic nu ar găsi această impedanță acceptabilă și ar furniza mult mai puțin decât 63 wați antenei; linia de transmisie ar funcționa la un nivel ridicat (slab) al raportului de unde staționare. Dar folosind o rețea de adaptare corespunzătoare, această impedanță reactivă mare ar putea fi transformată într-o impedanță rezistivă satisfăcând cerințele emițătorului și antena primește puterea disponibilă a emițătorului.
Acest principiu este folosit pentru a construi antene verticale substanțial mai scurte decât 1/4 din lungimea de undă la care antena este rezonantă. Prin adăugarea unei inductanțe în serie cu antena verticală (o așa-numită bobină de încărcare) reactanța capacitativă a acestei antene poate fi anulată, lăsând o rezistență pură, care poate fi apoi adaptată la linia de transmisie. Uneori, frecvența de rezonanță rezultantă a unui astfel de sistem (antena plus de rețea de adaptare) este descrisă folosind construcția "lungime electrică" și utilizarea unei antene mai scurte la o frecvență mai mică decât frecvența de rezonanță este numită "alungire electrică". De exemplu, la 30 MHz (lungimea de undă = 10 metri), un monopol rezonant real ar avea aproape 2,5 metri (1/4 lungime de undă) lungime și folosirea unei antene de numai 1,5 metri înălțime ar necesita adaugarea unei bobine de încărcare. Atunci se poate spune că bobina a "lungit" antena pentru a obține o "lungime electrică" de 2,5 metri, adică un sfert de lungime de undă la 30 MHz, la care sistemul combinat rezonează acum. Cu toate acestea, impedanța rezistivă rezultantă obținută va fi un pic mai mică decât impedanța unui monopol rezonant, necesitând probabil o adaptare de impedanță ulterioară.

#### Lărgimea de bandă
De obicei antenele nu sunt construite pentru o singură frecvență, ci pentru o gamă de frecvențe, numită bandă de lucru.

### Polarizare
O caracteristică esențială a antenei este polarizarea câmpului radiant; la o distanță suficient de mare unda emisă poate fi considerată o undă plană ce se propagă după direcția vectorului de poziție {\displaystyle {\vec {r}}}, al cărui modul este:
{\displaystyle r\geq {\frac {2D^{2}}{\lambda }},}
unde:
- r - distanța față de antenă;
- D - lungimea antenei;
- λ - lungime de undă radiată.

## Modele de bază pentru antene

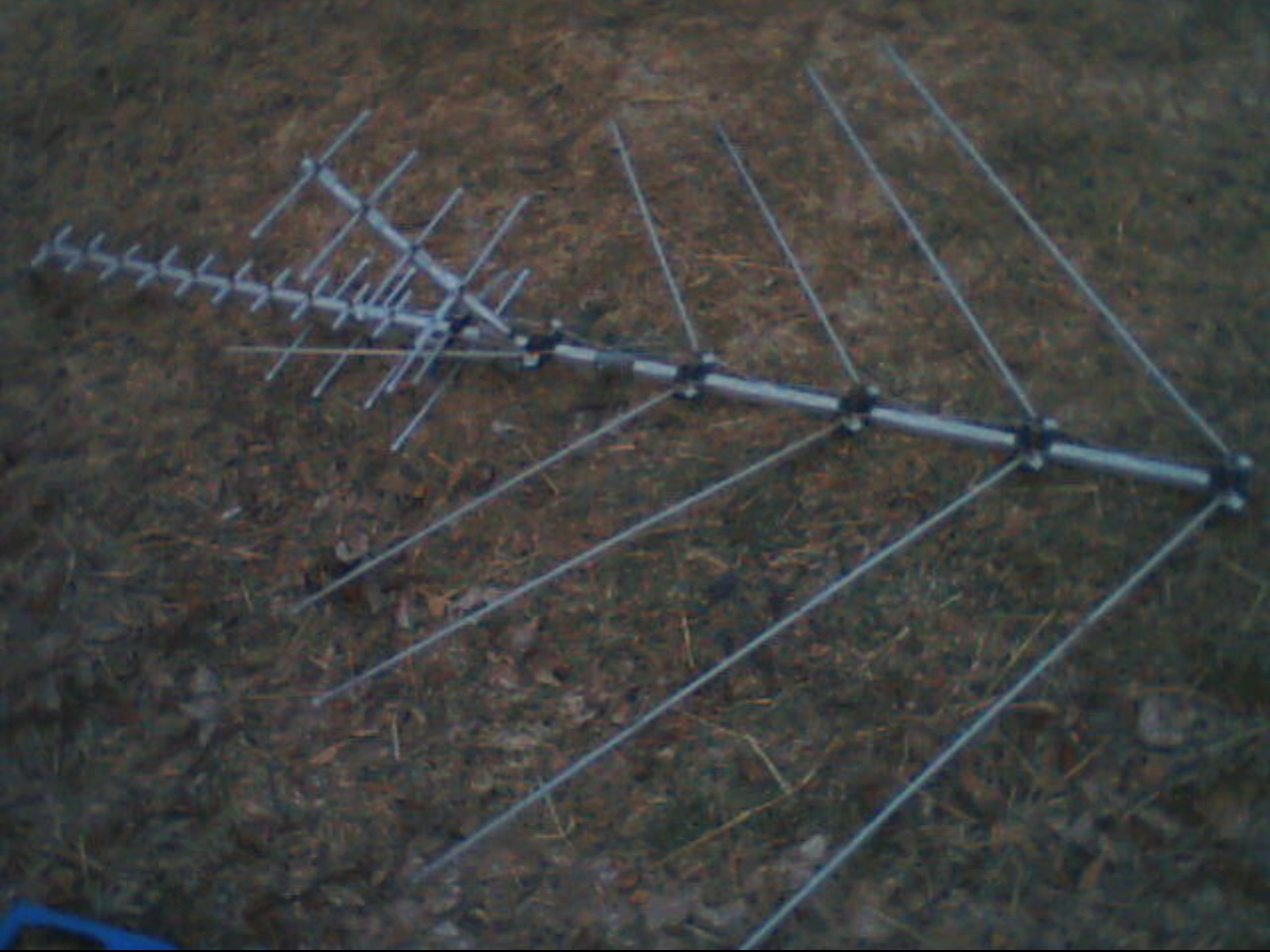
Antenă tipică multibandă de unde scurte

## Antene practice

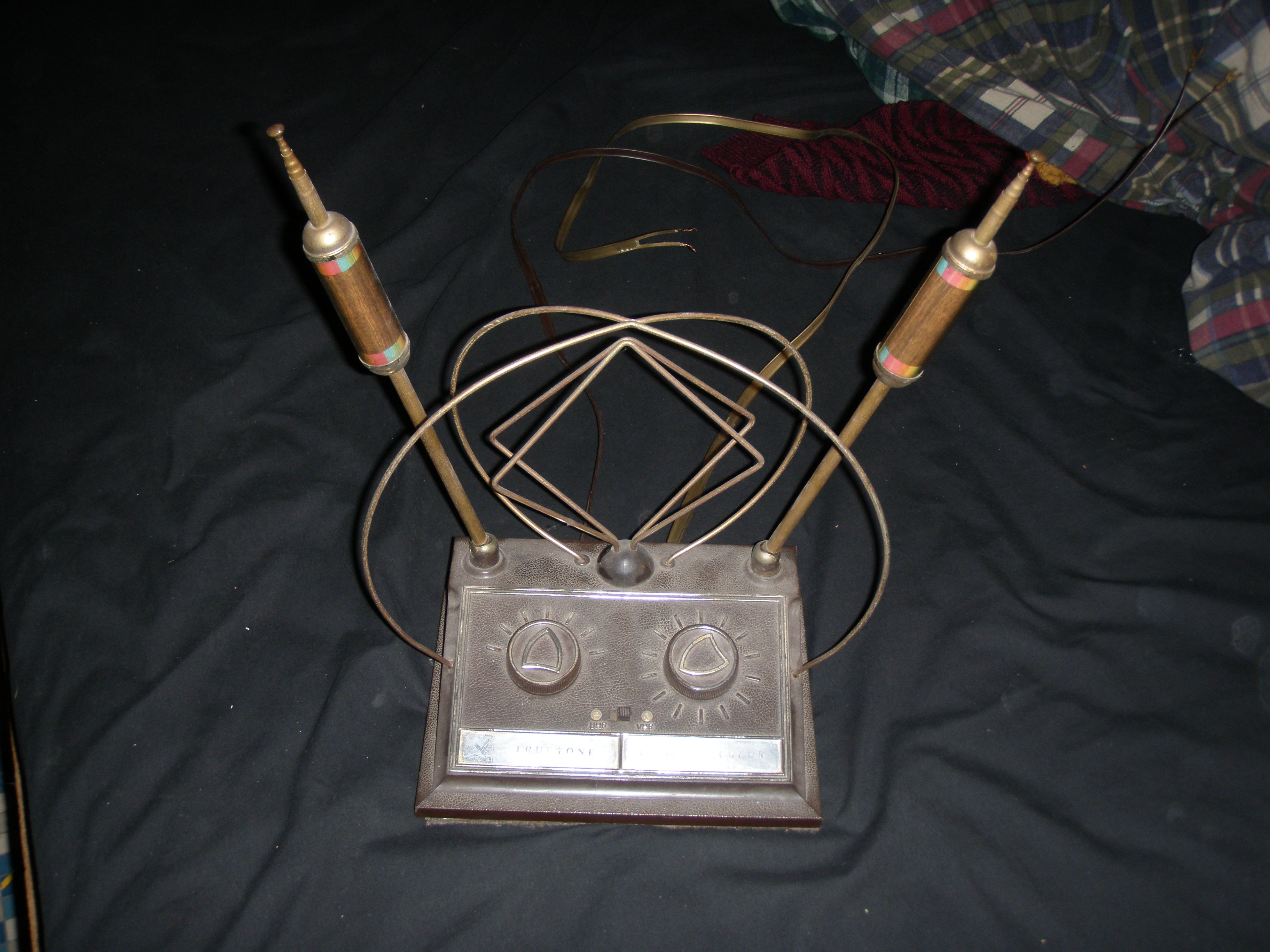
Antenă "urechi-de-iepure

## Efectul pământului
{\displaystyle \textstyle {\left|E_{\perp }\right|=2\left|E_{\theta _{1}}\right|\left|\cos \left({kd \over 2}\sin \theta \right)\right|}}
{\displaystyle \textstyle {\left|E_{\|}\right|=2\left|E_{\theta _{1}}\right|\left|\sin \left({kd \over 2}\sin \theta \right)\right|}}

Unda reflectată de pământ poate fi considerată ca fiind emisă de o antenă-imagine.

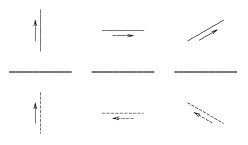
Componenta verticală a curentului se reflectă fără schimbare de sens. Componenta orizontală își schimbă sensul la reflexie.

- {\displaystyle \scriptstyle {E_{\theta _{1}}}} este câmpul electric radiat de antenă dacă nu există pământ. is the electrical field radiated by the antenna if there were no ground.
- {\displaystyle \scriptstyle {k={2\pi  \over \lambda }}} este numărul de undă.
- {\displaystyle \scriptstyle {\lambda }} este lungimea de undă.
- {\displaystyle \scriptstyle {d}} este distanța dintre antenă și imaginea sa (de două ori înălțimea de la centrul antenei).

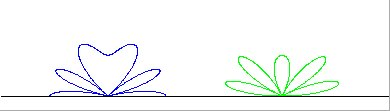
Caracteristicile de directivitate ale antenelor și imaginile lor reflectate de pământ. La stânga polarizarea este verticală și există întotdeauna un maxim pentru. Dacă polarizarea este orizontală, ca în dreapta, atunci există întotdeauna un zero pentru.

## Impedanța mutuală și interacțiunea dintre antene
{\displaystyle \scriptstyle {Z_{12}}}. {\displaystyle \scriptstyle {Z_{12}}}:
{\displaystyle Z_{12}={v_{2} \over i_{1}}}
unde {\displaystyle \textstyle {i_{1}}}
{\displaystyle {\begin{matrix}v_{1}&=&i_{1}Z_{11}&+&i_{2}Z_{12}&+&\cdots &+&i_{n}Z_{1n}\\v_{2}&=&i_{1}Z_{21}&+&i_{2}Z_{22}&+&\cdots &+&i_{n}Z_{2n}\\\vdots &&\vdots &&\vdots &&&&\vdots \\v_{n}&=&i_{1}Z_{n1}&+&i_{2}Z_{n2}&+&\cdots &+&i_{n}Z_{nn}\end{matrix}}}
unde:
- {\displaystyle \scriptstyle {v_{i}}} este voltajul aplicat antenei {\displaystyle i}
- {\displaystyle \scriptstyle {Z_{ii}}} este impedanța antenei {\displaystyle i}

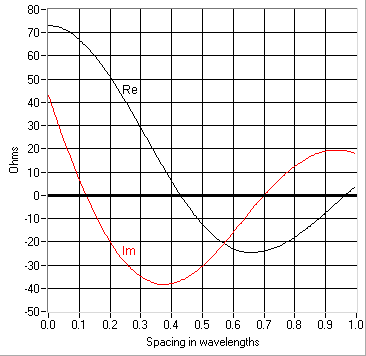
Impedanța mutuală dintre dipoli paraleli. Curbele Re și Im sunt componentele rezistivă, respectiv reactivă ale impedanței.

- {\displaystyle \scriptstyle {Z_{ij}}} este impedanța mutuală dintre antena {\displaystyle i} și {\displaystyle j}

{\displaystyle \scriptstyle {Z_{ij}\,=\,Z_{ji}}}
{\displaystyle \textstyle {v_{i}}}

## Galerii de antene

### Antene și rețele de antene

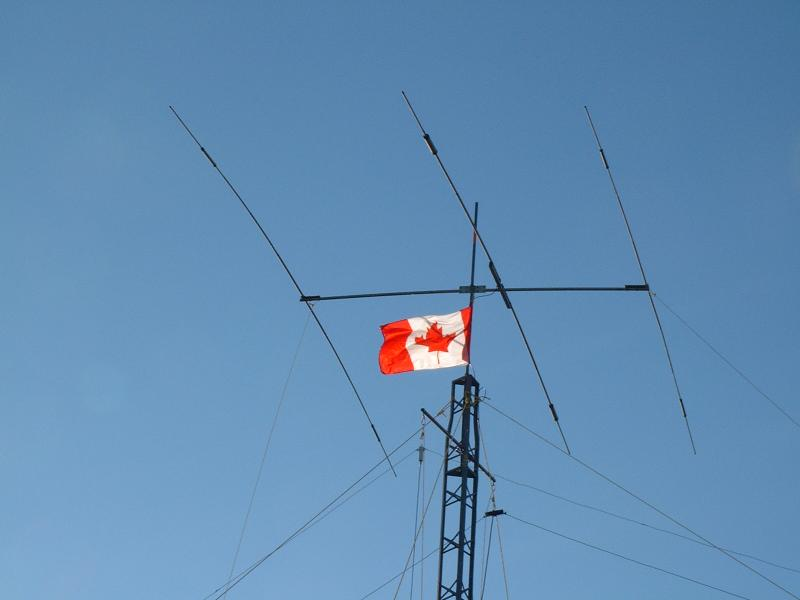
O Antenă Yagi.
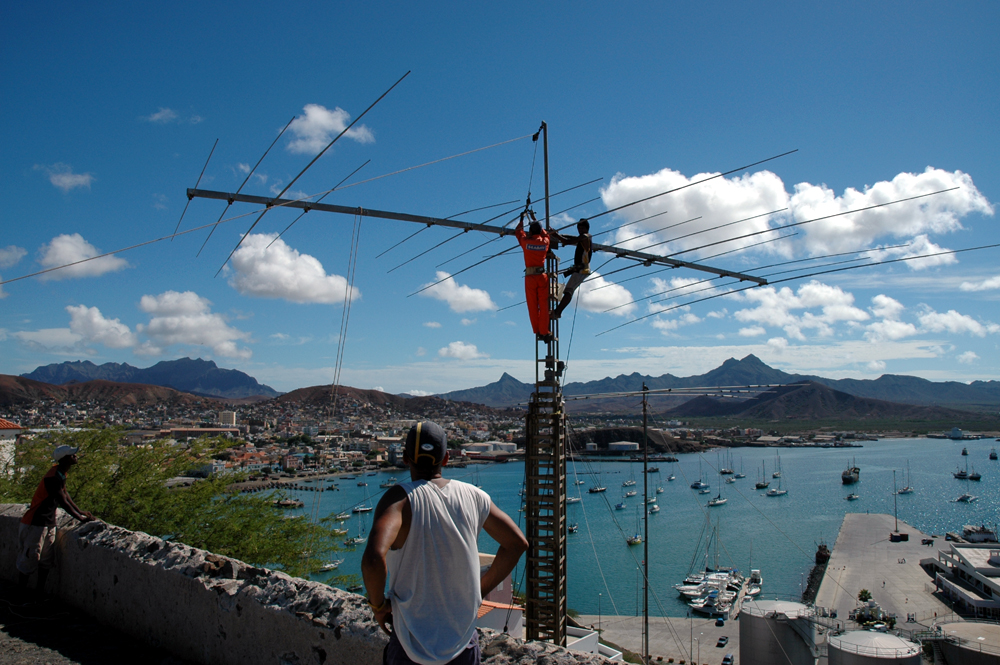
antenă rotativă direcţională multi-band, pentru utilizarea în domeniul de radioamatori.
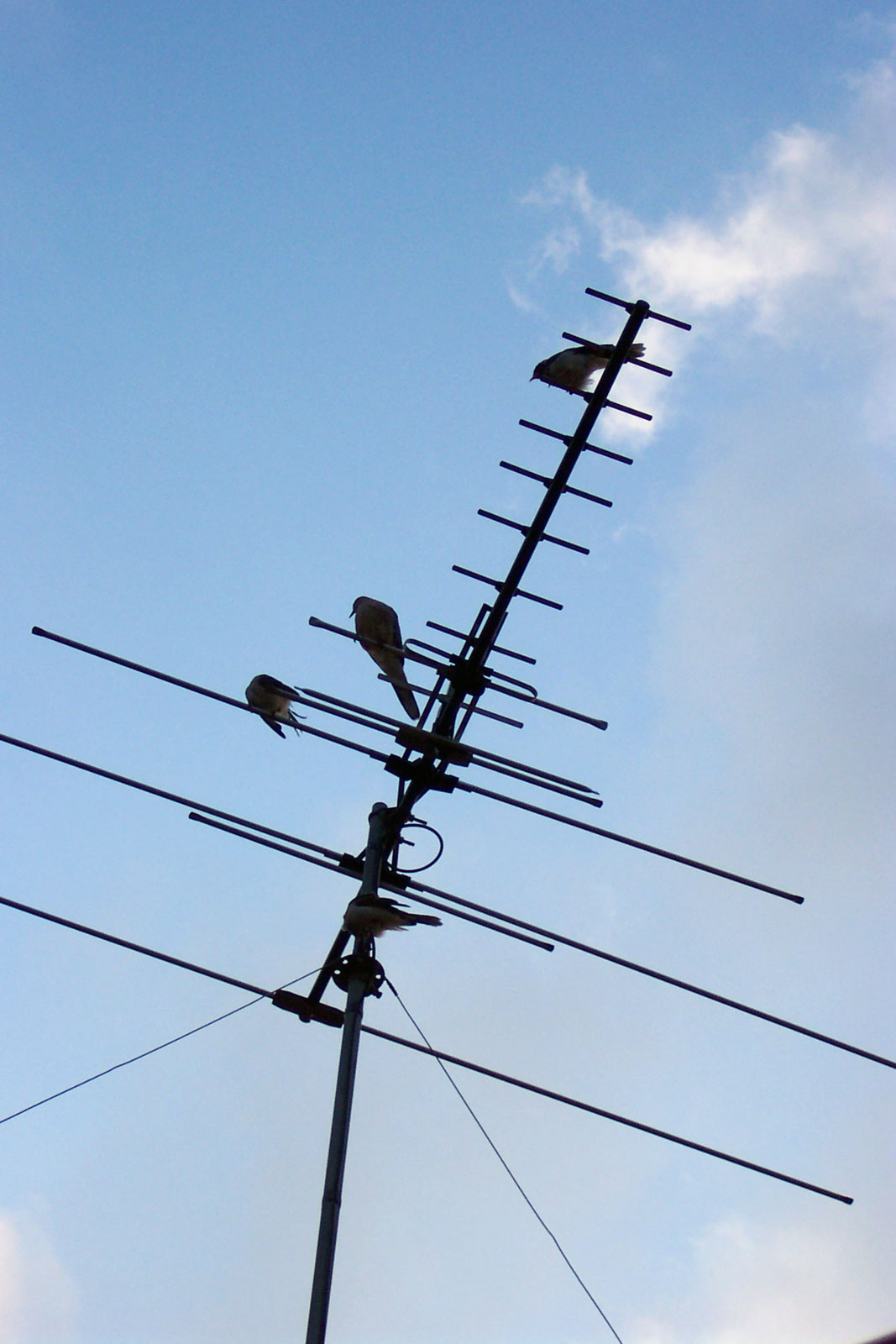
Antenă TV de acoperiş. Este, de fapt, o antenă Yagi. Elementele mai lungi sunt pentru banda inferioară, în timp ce elementele medii şi scurte sunt pentru benzile HF şi UHF.
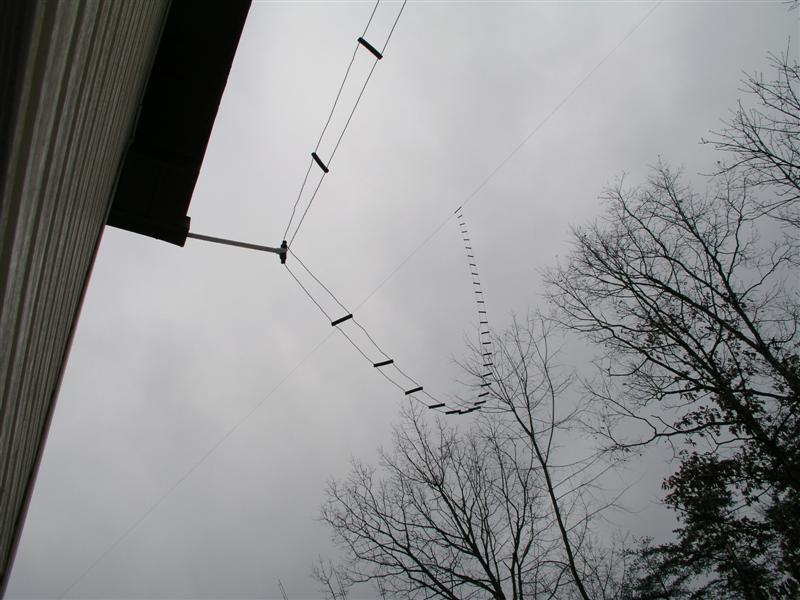
Fir antenă dipol utilizând o linie de alimentare "fir liber" linie în scară pentru utilizare în domeniul de radioamatori.
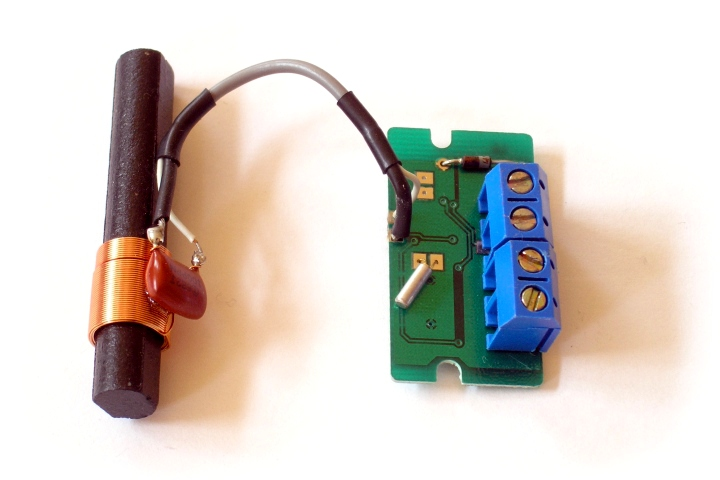
Receptor de joasă frecvenţă şi antena (stânga).
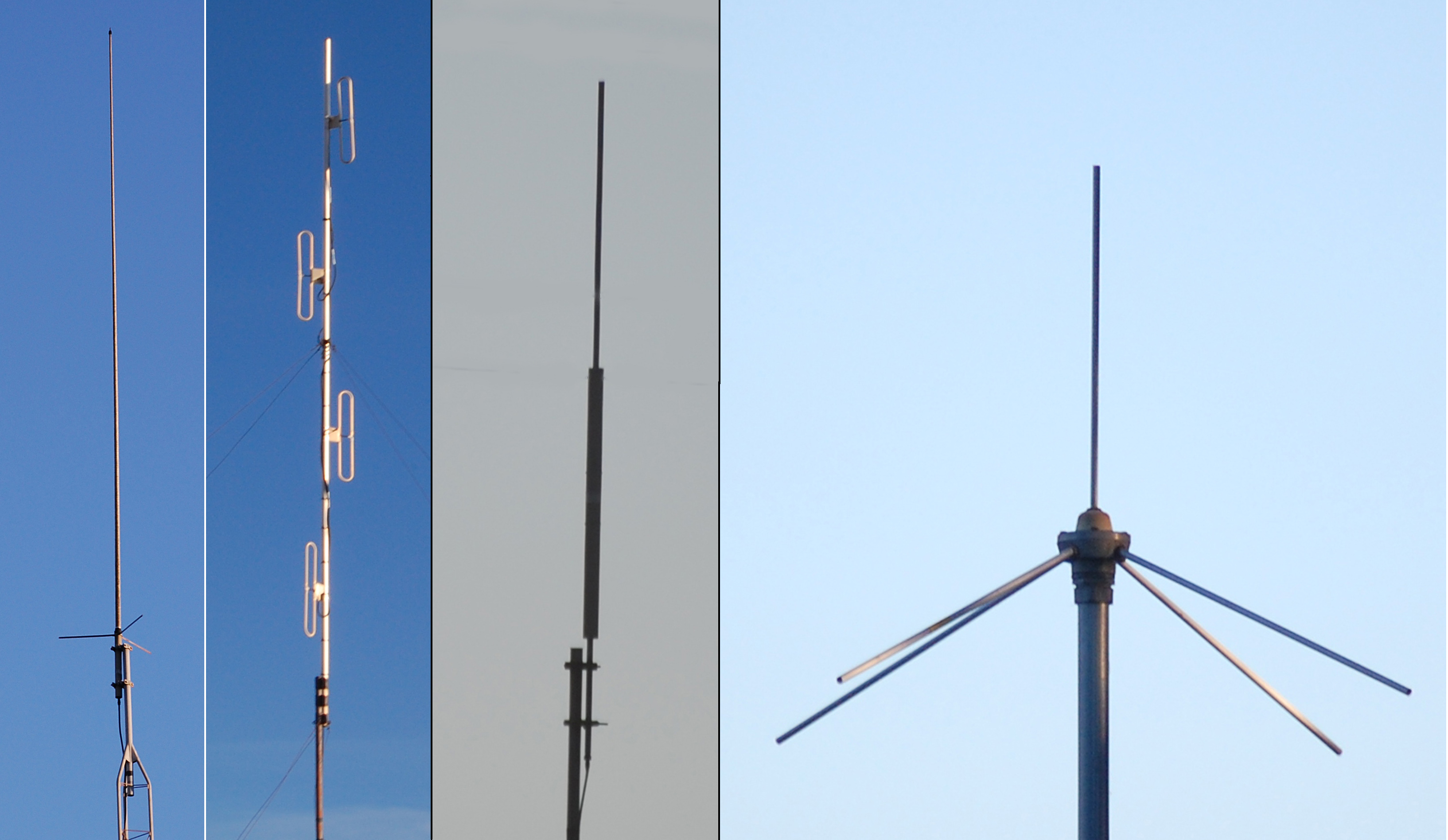
Exemple de antene pentru staţii în domeniul UUS 136-174 MHz.
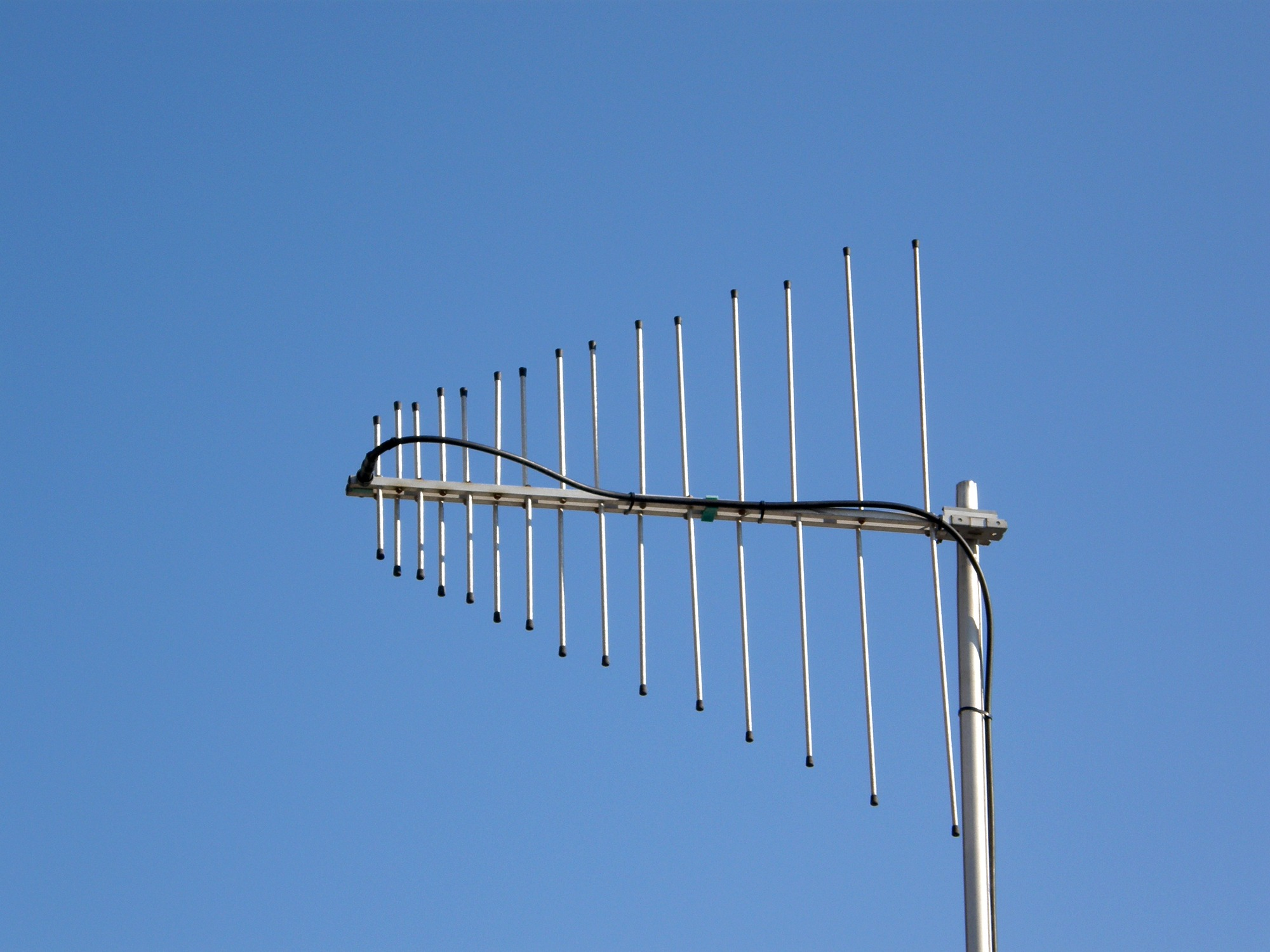
Reţea de antene log-periodice rotativă pentru VHF şi UHF.
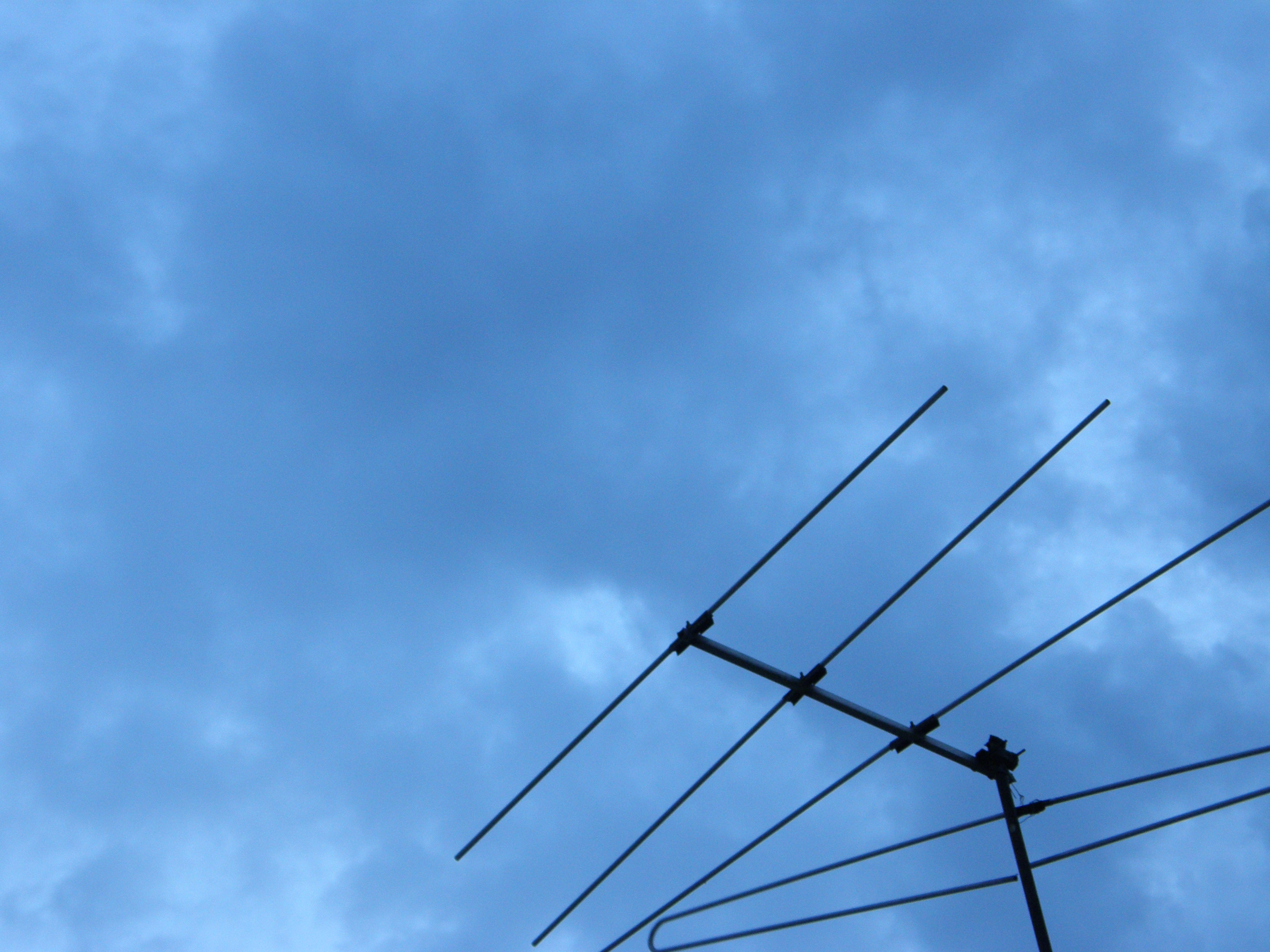
O veche antenă de televiziune de tip Yagi în banda VHF.
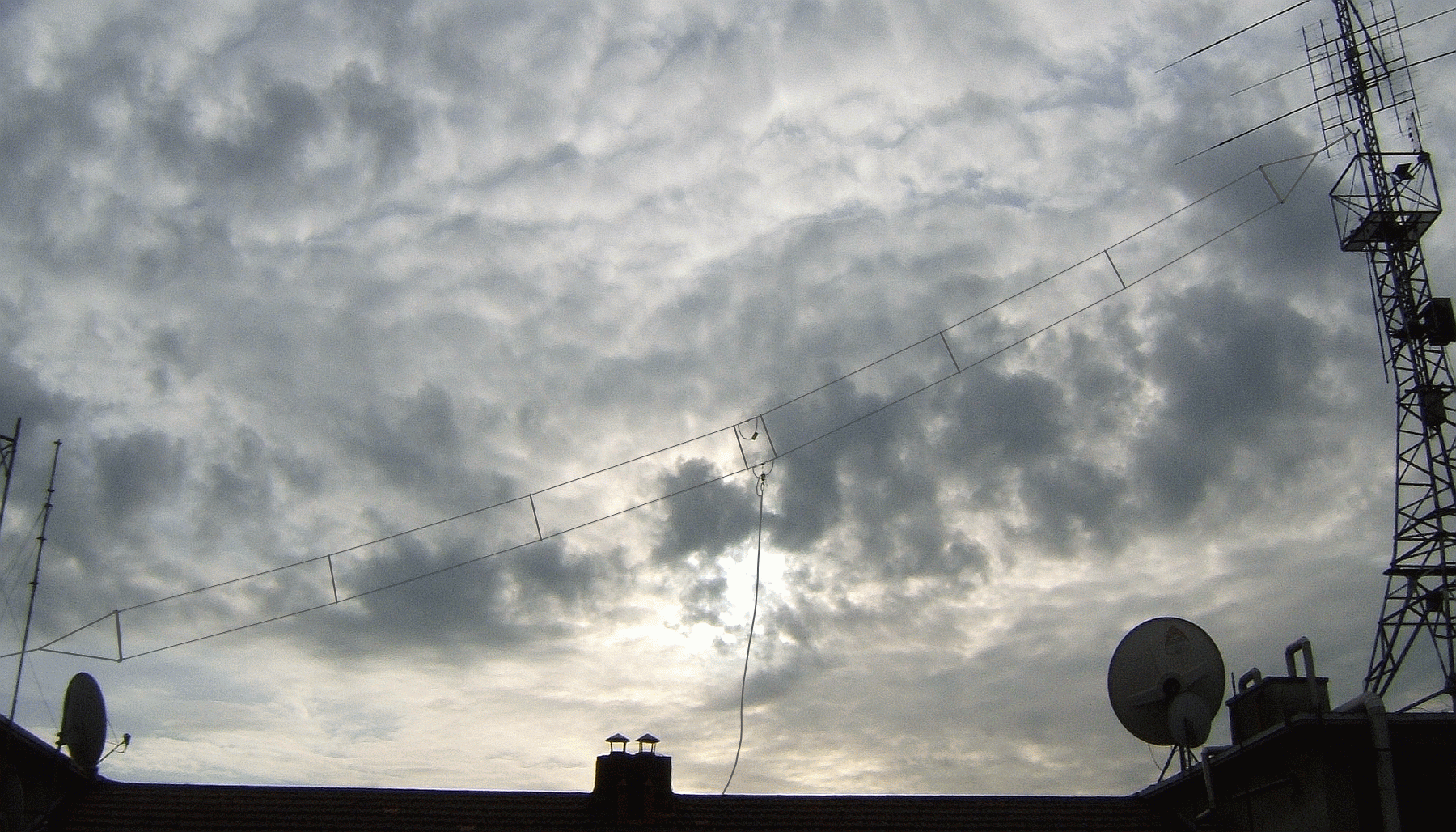
O antenă de bandă largă de tip T2FD, acoperind banda 5-30 MHz.
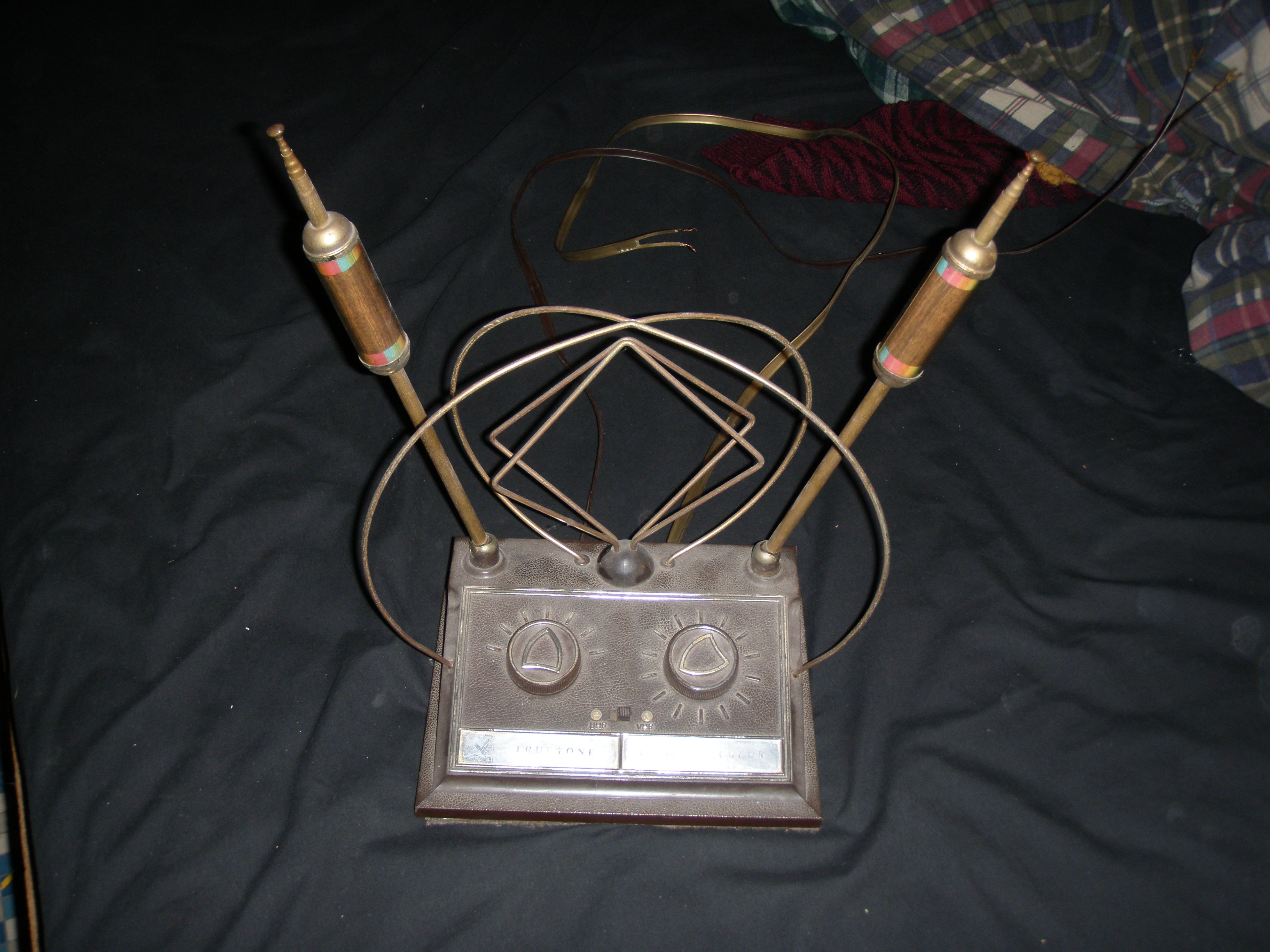
"Antenă de televiziune "urechi-de-iepure"

### Antene și structuri suport

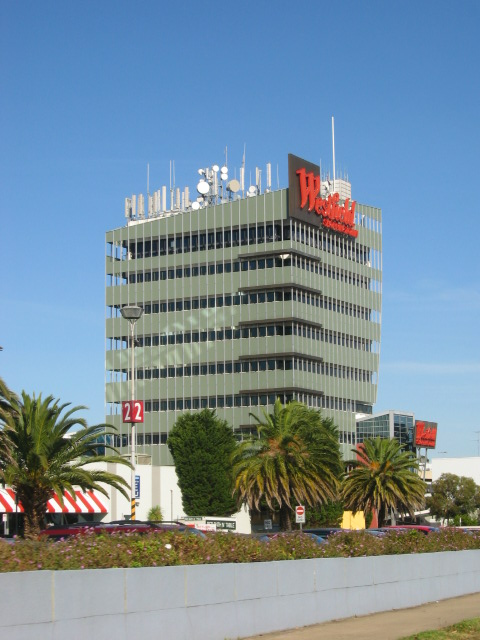
Un acoperiș de clădire cu mai multe antene pentru televiziune și rețele de comunicații mobile (Doncaster, Victoria, Australia).
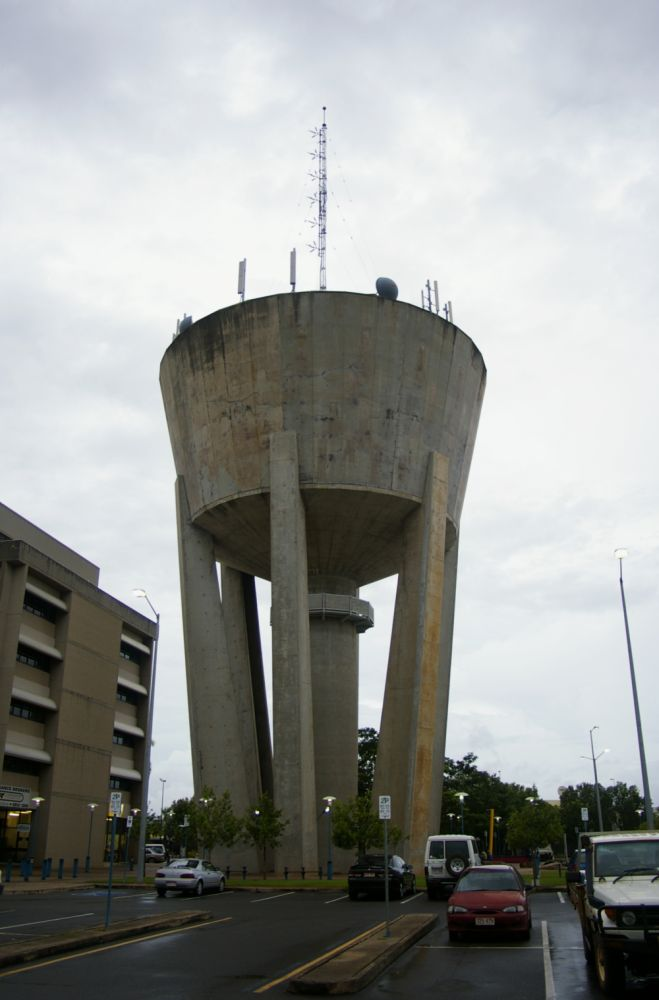
Un turn de apă din Palmerston, Teritoriul de Nord cu antene pentru radio și rețele de comunicații mobile.
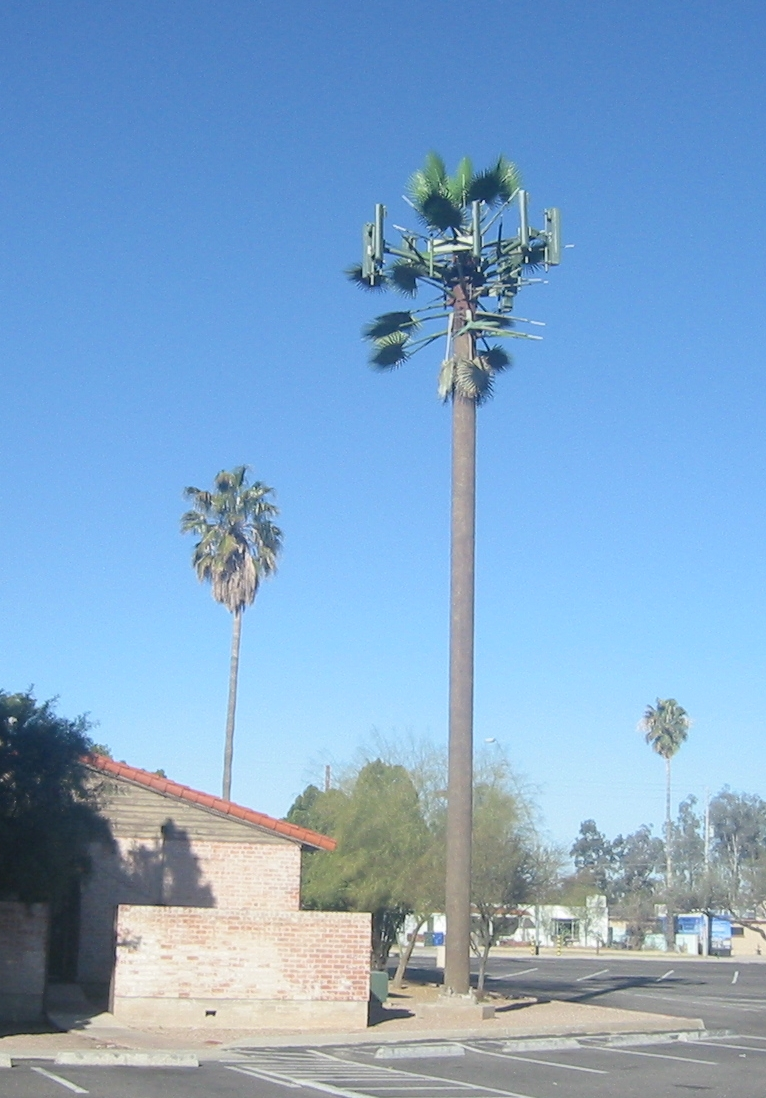
Stâlp de telefonie conceput ca un palmier.

### Diagrame și părți ale sistemului

Antenele pot fi conectate printr-un sistem de multiplexare.
Rețea de antene pentru stațiile destinate urgențelor medicale.